# Bathycrinus aldrichianus
Bathycrinus aldrichianus là một loài huệ biển, thuộc ngành Bathycrinidae. Nó có nguồn gốc ở vùng nước sâu ở Bắc đại Tây Dương. Nó được mô tả lần đầu bởi nhà động vật học người Scotland Charles Wyville Thomson (người đã từng là nhà khoa học trưởng Chuyến thám hiểm thử thách) và Pelham Aldrich một sĩ quan hải quân và nhà thám hiểm. Người ta tin nó là loài huệ biển sống ở độ sâu lớn nhất.

## Mô tả

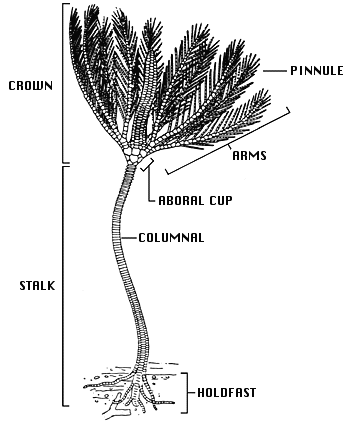
Giải phẫu của cuống huệ biển gắn liền với đáy biển

Bathycrinus aldrichianus là huệ biển 10 tay, cách tay đầu tiên và thứ hai cánh tay, thứ tư và thứ năm, thứ bảy và thứ tám có giảm phân (được nối với nhau ở đế). Cánh tay được kết nối với đế hình chiếc nhẫn ở đài hoa. Đế đài hoa bao gồm một loạt các tấm hình chữ nhật được gắn với nhau. Thân cây thường được chia thành mười hai phần hoặc nhiều hơn, nhưng thỉnh thoảng có thể ít hơn, tối thiểu là năm. Nó được gắn vào bề mặt bởi rễ hình trọ dài. Khoảng cách từ Đài hoa đến mặt trầm tích là 15 cm.

## Phân phối
Sự xuất hiện của loài này rải rác khắp các thẳm vùng nước sâu ở Bắc đại Tây dương, từ khoảng 40° Bắc, về đến đường xích đạo và có thể xa hơn thế; độ sâu của nó khoảng từ 3340 đến 5600 m. Nhiệt độ ở độ sâu này gần 0 °C và loài này được tìm thấy ở khu vực có dòng nước chảy nhẹ hoặc vừa.

## Hành vi
Vì huệ biển sống ở vùng rất sâu, hành vi của nó ít được nghiên cứu. Khi quan sát từ một tàu ngầm, rễ cây đều cắm trong trầm tích, hai phần ba phía dưới của gốc mọc theo chiều dọc và phần ba phía trên cong và những cánh tay mở ra có tác dụng như một cái quạt lọc. Miệng nghiêng theo hướng dòng chảy.